# Intelsat 802
O Intelsat 802 foi um satélite de comunicação geoestacionário construído pela Lockheed Martin. Na maior parte de sua vida ele esteve localizado na posição orbital de 174 graus de longitude leste e era propriedade da Intelsat, empresa sediada atualmente em Luxemburgo. O satélite foi baseado na plataforma AS-7000 e sua vida útil estimada era de 14 anos. O mesmo saiu de serviço em outubro de 2010 e foi transferido para a órbita cemitério.

## Lançamento
O satélite foi lançado com sucesso ao espaço no dia 25 de junho de 1997, às 01:07:42 UTC, por meio de um veículo Ariane-44P H10-3 a partir do Centro Espacial de Kourou, na Guiana Francesa. Ele tinha uma massa de lançamento de 3.447 kg.

## Capacidade e cobertura
O Intelsat 802 era equipado com 38 transponders em banda C e 6 em banda Ku para fornecer radiodifusão, serviços de business-to-home de transmissão direta de televisão, telecomunicações e redes VSAT. Fazendo cobertura da Europa e em partes da África e da Ásia.